# Nicola Armaroli
 (février 2017).
Nicola Armaroli, né le 2 septembre 1966 à Bentivoglio, est un chimiste italien travaillant dans le domaine de la photochimie. Il est directeur de recherche au Conseil national de la recherche et exerce son activité scientifique à l'institut ISOF (Bologne, Italie).

## Biographie
Nicola Armaroli a étudié la chimie à l'université de Bologne. Après avoir obtenu son Laurea en 1990, il a préparé une thèse sous la direction de Vincenzo Balzani (en) (1990-1994). Il a ensuite effectué un stage post-doctoral à l’université d'État de Bowling Green puis a intégré le Conseil national de la recherche. Il est directeur de recherche au Conseil national de la recherche et exerce son activité scientifique à l'institut ISOF (Bologne, Italie). Il est directeur du magazine de vulgarisation scientifique italien Sapere depuis 2014.

## Distinctions
- Prix Grammaticakis-Neumann de la Société suisse de chimie (2001)[3]